# رواق (الفيوم)
قرية رواق هي إحدى القرى التابعة لمركز يوسف الصديق في محافظة الفيوم في جمهورية مصر العربية. حسب إحصاءات سنة 2006، بلغ إجمالي السكان في رواق 1766 نسمة، منهم 940 رجل و826 امرأة.